# Chaussettes dans des sandales

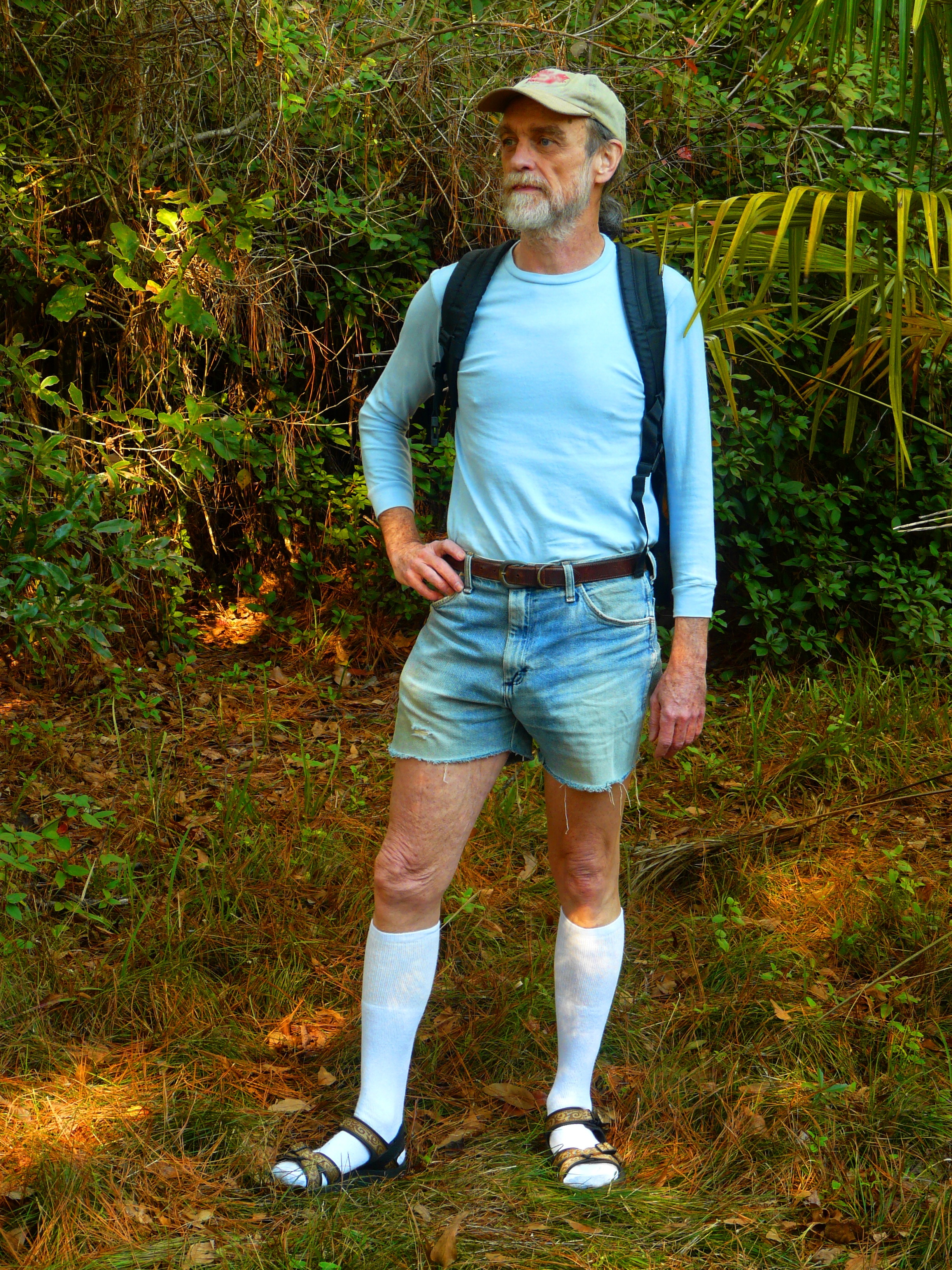
Un homme portant des chaussettes avec des sandales.

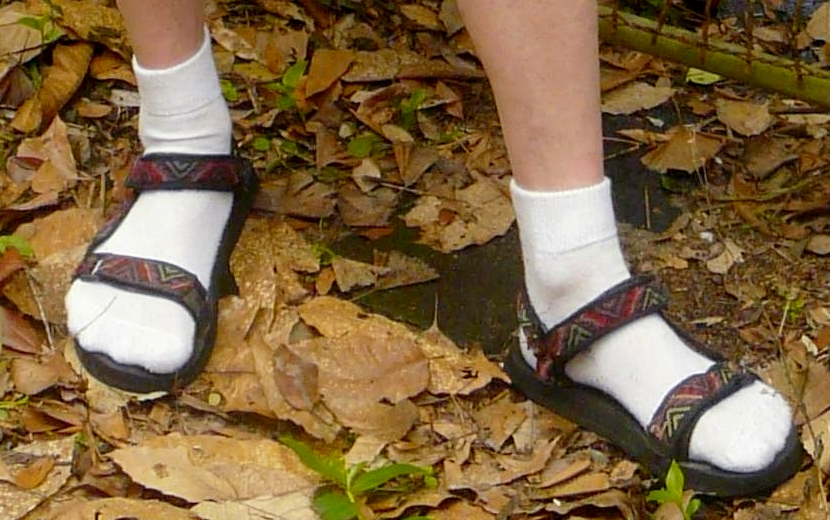
Gros plan sur des chaussettes avec des sandales.

Porter des chaussettes dans des sandales est une façon de vêtir et chausser le pied humain qui consiste à l'accoutrer à la fois de chaussettes et de sandales. Cette pratique, vieille de plus de 2 000 ans, est considérée au XXIe siècle comme une faute de goût, mais parfois aussi comme un usage vestimentaire controversé et un phénomène social.

## Réception
Dans divers pays occidentaux, au XXIe siècle, porter des chaussettes dans des sandales est en général considéré comme une faute de goût, mais parfois aussi comme une manière controversée de se vêtir et pouvant constituer un phénomène social,,,. En France, il peut s'agir d'un cliché visant les touristes allemands,, tandis qu'en Belgique, c'est plutôt l'image des Néerlandais.

## Histoire
La première occurrence historique de port de chaussettes dans des sandales serait documentée sur un site archéologique situé entre Dishforth et Leeming (en), dans le Yorkshire du Nord, en Angleterre. La découverte laisse entendre que les Romains portaient des chaussettes avec des sandales, il y a au moins 2 000 ans,.

## Dans la culture populaire
Le port de chaussettes dans ses sandales est l'une des caractéristiques de Raphaël, le père d'Amélie, détaillées au début du film Le Fabuleux Destin d'Amélie Poulain de Jean-Pierre Jeunet (2001).
Une chanson de 2017 du rappeur Alrima, Claquettes-chaussettes, fait directement référence à cette mode en provenance des États-Unis et adoptée dans les cités et certains lycées français pour « remplacer les baskets de marque que les jeunes portent fièrement » et être « super à l'aise »,.